# Malnoms dels barcelonins
Els malnoms dels barcelonins són un conjunt de paraules burlesques o despectives que fan servir principalment persones de fora de l'àmbit metropolità amb un caire despectiu o burleta i que sorgeixen de raons històriques, lingüístiques o sociològiques. Els més comuns són: de Can Fanga, pixapins, camaco o quemaco (aquesta última vocal sona u, com en tot el català oriental) i xava.

## De Can Fanga
El malnom de Can Fanga, referit a la ciutat de Barcelona i per extensió als seus habitants, s'inicia al principi del segle xx. En aquella època encara no es coneixia l'asfalt, i el sauló o la sorra eren els únics paviments del carrer i la voravia. Era molt habitual doncs que, quan plovia, la ciutat s'enfangués i les persones que passejaven s'embrutessin els camals dels pantalons. El malnom el va crear la revista barcelonina L'Esquella de la Torratxa, i van ser els barcelonins els primers de fer-lo servir per referir-se no pas a Barcelona sinó a tot Catalunya, i a les seves circumstàncies polítiques: "a una classe dirigent que va voler nedar i guardar la roba, sense adonar-se que en aquestes circumstàncies les camises —fins i tot les de color blau Maó— acostumen a quedar tacades de fang, i d'altres excrescències encara més inconfessables".
 A la zona de l'Eixample de Barcelona, com a moltes ciutats europees, hi havia unes peces en forma d'H, anomenats llevafangs, d'uns 20 centímetres d'alçada, fetes de ferro colat, per tal de netejar-se les sabates abans d'entrar al portal. Encara se'n poden veure en algunes cases de Ciutat Vella i de l'Eixample.
El malnom encara perdura en l'imaginari català i als habitants de la ciutat se'ls coneix com a fanguers o de Can Fanga.

## De la ciutat d'En Nyoca
Manera despectiva de designar Barcelona i ridiculitzar els seus habitants. L'any 1821, durant l'epidèmia de febre groga, s'anomenava la ciutat de Nyoca el conjunt de barracons construïts per a la gent pobra al coster de Montjuïc.

## Pixapins
Amb l'adopció generalitzada del cotxe el segon terç del XX, el fenomen de l'estiueig i de les escapades de cap de setmana va iniciar una gran afluència de gent de les zones més poblades, com ara la metropolitana de Barcelona, cap a altres comarques i paratges més rurals. Moltes vegades, la percepció que es tenia o es té d'aquests invasors temporals és la de persones que desconeixen la natura i els costums de la pagesia i són, per tant, subjectes de burla.
El terme pixapins s'aplica en aquest context i es refereix al fet de trobar, bé als boscos, o arbredes propers a una carretera, a individus fent les necessitats a l'ombra d'un arbre, i per la gran quantitat de pins que es troben a Catalunya.

## Camaco, camacu o quemaco
Especialment usat a la província de Girona i al Pirineu. En català hi ha una expressió d'admiració molt habitual: que maco! que, exagerant-ne la pronúncia en català oriental, es converteix en camacu! (aquesta última vocal sona u, com en tot el català oriental). Els barcelonins utilitzen molt aquesta expressió en quedar embadalits en veure paisatges, animals, edificis... que es troben quan surten de la ciutat. Els habitants del nord de Catalunya han adoptat aquesta expressió com a manera de ridiculitzar els habitants de la ciutat, i doncs, se'ls fa estrany que a un català li captivi tant veure coses tan comunes a Catalunya com pot ser un campanar o una vaca.

## Xava
Parlar d'alguns barcelonins. Per extensió, s'ha aplicat a tots els habitants de la metròpoli, sovint confonent-lo amb el terme "xarnego", per a designar a la població castellanoparlant, majoritària al cinturó metropolità. El xava es caracteritza per la pèrdua de sonoritat de les sibilants sonores (/z/,/ʒ/), l'obertura en [a] de les vocals neutres, el tancament de les vocals obertes (/ɛ/, /ɔ/), i l'absència dels pronoms febles 'hi' i 'en'. Són fenòmens clarament atribuïbles a la influència del castellà en la fonètica i la sintaxi de la llengua catalana. Vegeu l'article Interferències gramaticals del castellà sobre el català.